# ما يقال عن الإسلام (كتاب)
ما يقال عن الإسلام، كتاب من تأليف عباس محمود العقاد يتحدث فيه عن الكتب التي كتبها المبشرون والمستشرقون عن الإسلام ويحاول تلخيصها والتعليق عليها بهدف التعريف السليم بالإسلام، بالإضافة الى الرد على الشبهات المطروحة فيها.
ويناقش أيضاً مراحل تطور الفكر السياسي في الإسلام، وكذلك العامل العنصري في حركة التبشير، وعنصرية الاستعمار.

## اقتباسات عن الكتاب
《هناك المتعصبون للغرب — وطنيٍّا أو جنسيٍّا — كما يتعصب الريفي الساذج لكل شيء في قريته على كل شيء في قرية سواه! وأكثر ما يظهر هذا التعصب فيما يكتبونه عن المسلمين العرب؛ لأنهم إذا كتبوا عن مسلمي الهنود أو الفرس استطاعوا أن يقولوا: إنهم من السلالة الآرية التي ينتمي إليها الأوروبيون》